# Triaenodes bernaysae
Triaenodes bernaysae là một loài Trichoptera trong họ Leptoceridae. Chúng phân bố ở miền Australasia.